# Vásárosbéc
Vásárosbéc è un comune dell'Ungheria di 168 abitanti (dati 2008) situato nella contea di Baranya, regione Transdanubio Meridionale